# Nicolas Burq
Nicolas Burq (30 de novembro de 1966) é um matemático francês, que trabalha com equações diferenciais parciais.
Burq estudou de 1986 a 1990 na École normale supérieure com o diplôme d'études approfondies (DEA) em 1988 com Michèle Vergne e a Agrégation em 1989. A partir de 1991 foi Chargé des Recherches no Centre national de la recherche scientifique (CNRS). Obteve um doutorado em 1992 na Universidade Paris-Sul (Universidade Paris XI), orientado por Gilles Lebeau, com a tese Controle de l'equation des plaques en présence d'obstacles strictement convexes. Em 1996 foi Maitre des conferences (em tempo parcial) na École polytechnique e obteve a habilitação em 1997 na Universidade Paris XI, onde foi em 1998 professor.

## Publicações
- Décroissance de l'énergie locale de l'équation des ondes pour le problème extérieur et absence de résonance au voisinage du réel, Acta Mathematica, 180, 1998, 1–29
- Mesures semi-classiques et mesures de défaut, Séminaire Bourbaki, 826, 1996/97
- com M. Zworski Geometric control in the presence of a black box, J. AMS 17, 2004, 443–471
- com P. Gérard Condition nécessaire et suffisante pour la contrôlabilité exacte des ondes, Comptes Rendus Acad. Sci. 325, 1997, 749–752
- Contrôlabilité exacte des ondes dans des ouverts peu réguliers, Asymptotic Analysis 14, 1997, 157–191
- com P. Gérard, N. Tzvetkov An instability property of the nonlinear Schrödinger equation on {\displaystyle S^{d}}, Mathematical Research Letters, 9, 2002, 323–336
- com P. Gérard, N. Tzvetkov Bilinear eigenfunction estimates and the nonlinear Schrödinger equation on surfaces, Inventiones mathematicae 159 2005, S. 187–223
- com P. Gérard, N. Tzvetkov On nonlinear Schrödinger equations in exterior domains, Annales Inst. Henri Poincaré, Serie C, 21, 2004, 295–318
- com N. Tzvetkov Random data Cauchy theory for supercritical wave equations, 1,2, Inventiones Mathematicae, 173, 2008, 449–475, 477–496
- com P. Gérard, N. Tzvetkov Strichartz inequalities and the nonlinear Schrödinger equation on compact manifolds, American J. Math., 126, 2004, 569–605
- com F. Planchon, J. G. Stalker, A. S. Tavildar-Zahdeh Strichartz estimates for the wave and Schrödinger equations with the inverse-square potentia, J. of Functional Analysis, 203, 2003, 519–549